# Fornjot (satèl·lit)
Fornjot, també conegut com a Saturn XLII (designació provisional S/2004 S 8), és un satèl·lit natural de Saturn. La seva descoberta fou anunciada per Scott S. Sheppard, David C. Jewitt, Jan Kleyna i Brian G. Marsden el 4 de maig del 2005 a partir d'observacions fetes entre el 12 de desembre del 2004 i l'11 de març del 2005.
Fornjot té uns 6 quilòmetres de diàmetre i orbita Saturn en una distància mitjana de 23.609 Mm en 1354 dies, amb una inclinació de 168° respecte a l'eclíptica (160° respecte a l'equador de Saturn), en direcció retrògrada i amb una excentricitat orbital de 0,186.
Va ser anomenat l'abril del 2007 en honor de Fornjót, un gegant de la mitologia nòrdica.